# Tháp Bột, Praha
Tháp Bột hoặc Cổng Bột (tiếng Séc: Prašná brána) là một tòa tháp xây dựng theo kiến trúc Gothic tọa lạc tại thủ đô Praha, Cộng hòa Séc. Tháp Bột là một trong 13 cổng thành xây dựng sớm nhất ở Phố cổ Praha. Tháp có vai trò quan trọng việc phân định Khu Phố Cổ và khu Phố Mới của thành phố. Đây là một di tích lịch sử, là di sản do tiền nhân để lại.

## Lịch sử
Việc xây dựng Tháp Bột chính thức hoàn thành vào năm 1475. Hiện nay, bên cạnh mục đích phòng thủ, tòa tháp trở thành một địa điểm tham quan nổi tiếng của thành phố. Vua Vladislav II là người đã đặt những viên Đá nền đầu tiên để xây dựng tòa tháp. Với lòng kính trọng, Hội đồng thành phố đã tặng cho Vua Vladislav II tòa tháp như một món quà đăng quang. Trong khoảng thời gian xây dựng, tháp có tên là Tháp Mới, sau khi hoàn thành, tháp đổi tên thành Tháp Bột cùng với một diện mạo mới. Tác phẩm của Peter Parler trên Cầu Charles đã có những đóng góp quan trọng trong xây dựng ý tưởng về kiến trúc của tòa tháp.
Vua Vladislav II phải dời đi do bạo loạn nên việc xây tháp đã dừng lại. Năm 1485 ông quay trở lại Lâu đài Praha, và sống hết phần đời của mình, cùng những vị Vua còn lại của Bohemia. Các vị vua chỉ sử dụng tòa tháp hoặc Tòa án Hoàng gia cho nghi lễ đăng quang bắt đầu từ năm 1836, nơi họ sẽ đi qua để đến Nhà thờ St. Vitus.
Vào thế kỷ 17, Cổng Bột là nơi chứa thuốc súng, do đó có tên là Tháp Bột hoặc Cổng Bột.  Trong Trận chiến Praha cánh cổng hư hại rất nhiều, cùng với sự mất đi của những tác phẩm điêu khắc.Vào năm 1876 các nghệ nhân và nhân dân đã cố gắng tu sửa và hoàn thiện vẻ đẹp của tòa tháp.